# Evie Richards
Evie Richards (Worcester, 11 de marzo de 1997) es una deportista británica que compite en ciclismo de montaña en la disciplina de campo a través.
Ganó cuatro medallas en el Campeonato Mundial de Ciclismo de Montaña entre los años 2021 y 2024, y una medalla de plata en el Campeonato Europeo de Ciclismo de Montaña de 2025.
Participó en dos Juegos Olímpicos de Verano, ocupando el séptimo lugar en Tokio 2020 y el quinto en París 2024.

## Medallero internacional
| Campeonato Mundial | Campeonato Mundial    | Campeonato Mundial | Campeonato Mundial   |
| Año                | Lugar                 | Medalla            | Competición          |
| ------------------ | --------------------- | ------------------ | -------------------- |
| 2021               | Val di Sole (Italia)  | Medalla de oro     | Campo a través       |
| 2021               | Val di Sole (Italia)  | Medalla de plata   | Campo a través corto |
| 2023               | Glasgow (Reino Unido) | Medalla de bronce  | Campo a través corto |
| 2024               | Pal Arinsal (Andorra) | Medalla de oro     | Campo a través corto |
| Campeonato Europeo |                       |                    |                      |
| Año                | Lugar                 | Medalla            | Competición          |
| 2025               | Melgaço (Portugal)    | Medalla de plata   | Campo a través       |